# Ladenbergia dwyeri
Ladenbergia dwyeri är en måreväxtart som beskrevs av Bengt Lennart Andersson. Ladenbergia dwyeri ingår i släktet Ladenbergia och familjen måreväxter. Inga underarter finns listade i Catalogue of Life.